# Patty Jo Watson
Patty Jo Watson (Superior, 26 de abril de 1932 – Arlington, 1 de agosto de 2024) foi uma arqueóloga americana conhecida por seu trabalho em nativos americanos pré-colombianos, especialmente na região de Mammoth Cave, no Kentucky. Suas primeiras investigações se concentraram nas origens da agricultura e do pastoreio no Oriente Próximo.
Ela foi escolhida Distinguished University Professor Emerita da Arqueologia na Universidade de Washington em St. Louis. Até sua aposentadoria em 2004, ela foi nomeada Professora Universitária Ilustre de Arqueologia na Universidade Washington em St. Louis.

## Educação
Em 1952, Watson, um calouro da Iowa State, foi transferido para um programa de mestrado de três anos na Universidade de Chicago. Em 1953, Watson frequentou a escola de campo Point of Pines da Universidade do Arizona, onde se interessou por técnicas de flutuação. Mais tarde, de 1954 a 1955, Watson participou do Projeto Iraque-Jarmo no norte do Iraque como assistente de campo de Robert Braidwood.
Watson obteve seu mestrado em 1956 e seu doutorado em 1959 da Universidade de Chicago. A dissertação de Watson investigou "A agricultura de aldeia primitiva no Levante e seu meio ambiente".

## Carreira
Watson dedicou grande parte de sua carreira ao estudo arqueológico do Antigo Oriente Próximo. Seu marido, Richard A. Watson, a convenceu mudar seu foco da arqueologia do Oriente Próximo para trabalhar na América do Norte.
Watson foi uma defensora da arqueologia processual e contribuiu muito para essa abordagem.
Além disso, Watson foi fundamental na aplicação da etnografia ao registro arqueológico. Na década de 1960, em Mammoth Cave, ela introduziu a prática de realizar recriações de formas de vida antigas como um método de preencher lacunas de dados arqueológicos incompletos. "Ela contribuiu centralmente para as técnicas de recuperação de restos de plantas carbonizadas de depósitos arqueológicos e para a compreensão da origem independente da agricultura pré-milho no leste pré-colombiano da América do Norte." Seu trabalho sobre a dieta dos nativos americanos que viviam em Mammoth Cave incluiu examinar os intestinos de corpos encontrados na caverna e tem um escopo notavelmente interdisciplinar.
Watson foi contratada para ensinar antropologia na Universidade de Washington em St. Louis no ano de 1968. Ela se aposentou em 2004.

## Honrarias
Em 1988, Watson foi eleita para a Academia Nacional de Ciências dos Estados Unidos. Em sua edição de novembro de 2002, a Discover incluiu Watson entre as "50 mulheres mais importantes da ciência". O artigo destacou Watson por "estabelecer os melhores dados qualitativos e quantitativos para um complexo agrícola inicial na América do Norte" e por ajudar a "introduzir o método científico em estudos arqueológicos". Watson recebeu o Prêmio Medalha de Ouro pela Distinguished Archaeological Achievement em 1999, e Prêmio Pomerance de Contribuições Científicas para Arqueologia em 2007 do Instituto Arqueológico da América. A Conferência Arqueológica do Sudeste dá um prêmio em seu nome.

## Obras publicadas
- 1971: Explanation in Archeology: An Explicitly Scientific Approach (em inglês)
- 1974: Archaeology of the Mammoth Cave Area. Academic Press, New York. (em inglês)
- 1979: The razor's edge: Symbolic-structuralist archaeology and the expansion of archaeological inference, with comments by Michael Fotiadis. American Anthropologist 92:613-629. (em inglês)
- 1995: Archaeology, anthropology, and the culture concept. American Anthropologist 97:683-694. (em inglês)
- 1996: Of caves and shell mounds in West-Central Kentucky. In Of Caves and Shell Mounds. Co-edited with Kenneth Carstens. Tuscaloosa: University of Alabama Press. (em inglês)
- 1999: From the Hilly Flanks of the Fertile Crescent to the Eastern Woodlands of North America. In Grit-Tempered: Early Women Archaeologists in the Southeastern United States, edited by N.M. White, L.P. Sullivan and R.A. Marrinan. Gainesville: University of Florida Press, pp. 286–297. (em inglês)
- 1999: Ethnographic Analogy and Ethnoarchaeology. In Archaeology, History and Culture in Palestine and the Near East: Essays in Memory of Albert E. Glock, edited by T. Kapitan. American Schools of Oriental Research, ASOR Books, Volume 3. Atlanta, GA: Scholar's Press, pp. 47–65. (em inglês)